# بوغزال
بوغزال (به عربی: بوغزال) یک منطقهٔ مسکونی در بحرین است که در استان عاصمه (بحرین) واقع شده‌است.